# Université Shahid Chamran d'Ahvaz
L'Université Shahid Chamran d'Ahvaz est une université iranienne située à Ahvaz en Iran. 
Selon le classement de la Islamic World Science Citation Database (en) (ISC), l’Université est la 13e plus grande université d'Iran. L'Université SCU est considérée comme l’une des universités iraniennes de « grade A » par le ministère iranien des Sciences. Le campus compte aujourd'hui 276 acres (1,12 km2) et abrite 13 collèges. En 2008–2009, 14 304 étudiants étaient inscrits.
En 1982, l'université a été renommée Université Shahid Chamran d'Ahvaz pour commémorer Mostafa Chamran.
En 1986, en vertu de la législation nationale, les écoles de médecine, de santé, de médecine dentaire, de soins infirmiers et de pharmacie se sont séparées en une université indépendante l’Université Ahvaz Jundishapur des sciences médicales (en), placée sous la supervision du nouveau ministère de la Santé et de l'Éducation médicale.